# Flageolet

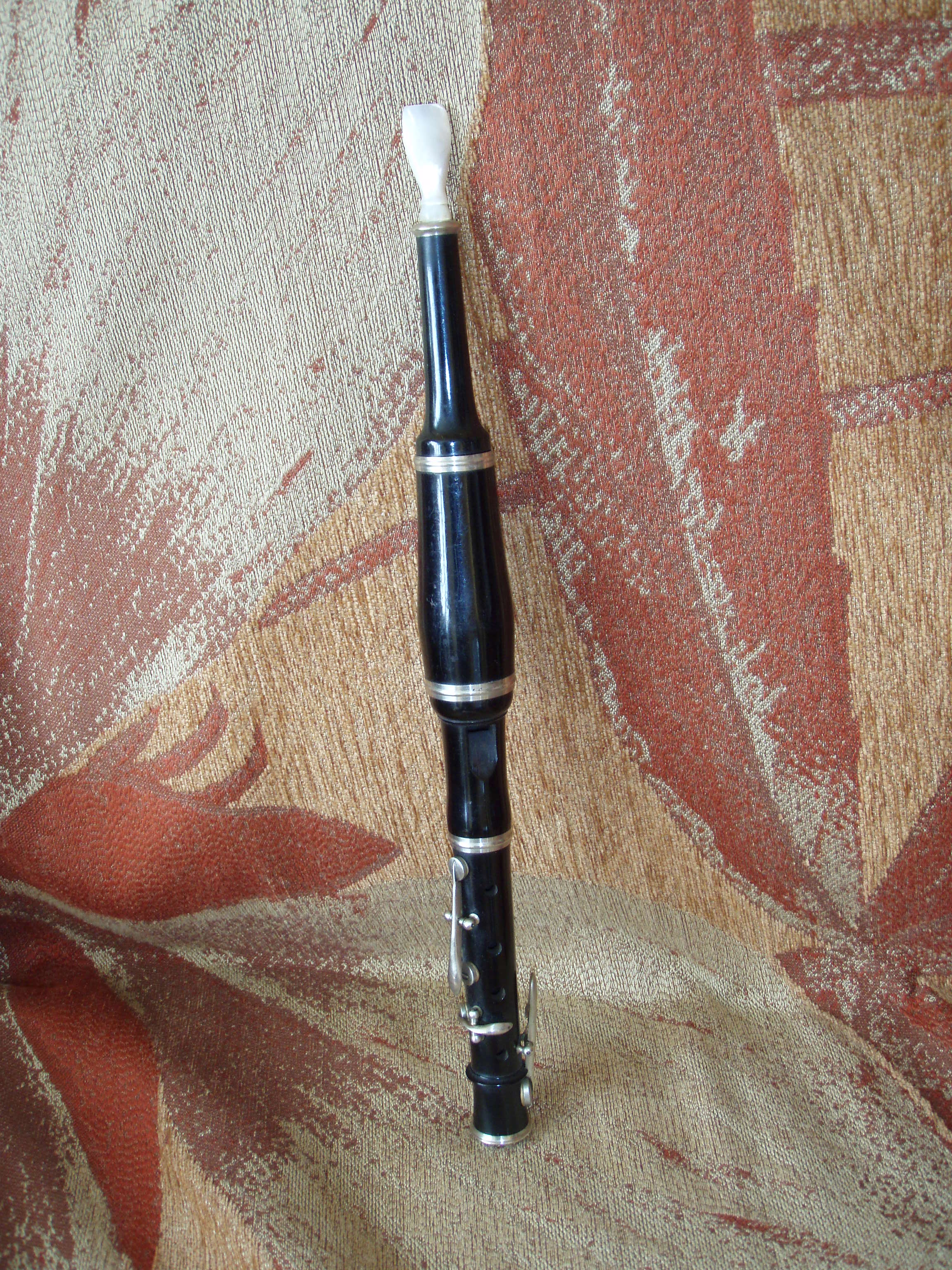
Flageolet del. Col·lecció particular de Dominique Enon.

El flageolet, instrument que no s'ha de confondre amb la xirimia, és un instrument de vent-fusta, de la família dels aeròfons de bisell. La seva invenció es deu a Sieur Juvigny, l'any 1581. Antigament tenia quatre forats a la part frontal i dos darrere. El fabricant anglès William Bainbridge el va desenvolupar i el va patentar, a més de desenvolupar un flageolet de doble tub el 1805. Aquest flageolet va ser després substituït per la "flauta irlandesa".
A finals del segle xviii i principis del XIX, alguns lutiers anglesos van començar a fabricar l'instrument amb sis forats al davant. Aquests instruments són anomenats "english flageolet" i van ser produïts també en metall. Fou també William Bainbridge qui va patentar, al voltant de 1810, un instrument de doble tub que permetia interpretar cançons amb harmònics. També en va inventar un de triple tub, amb digitació similar a la d'una ocarina.
El nombre de claus dels flageolets francesos arriba fins a set, amb excepció del tipus Buffet que en tenia tretze.

## Samuel Pepys
Samuel Pepys va exposar la seva pràctica musical amb un flageolet.